# Ел Сент-Джон
Ел Сент-Джон (англ. Al St. John, починаючи з 1941 року знімався в кіно під псевдонімом Ел 'Фазі' Сент-Джон / англ. Al 'Fuzzy' St. John; 10 вересня 1893, Санта-Ана, Каліфорнія, США — 21 січня 1963, Лайонс, Джорджія, США) — американський комедійний актор німого кіно, що починав на знаменитій студії Мака Сеннета «Keystone Film Company», де був партнером Роско Арбакла, Чарлі Чапліна, Мейбл Норманд, а пізніше знімався у фільмах з Бастером Кітоном і Гарольдом Ллойдом. У двадцяті роки Сент-Джон був також сценаристом і режисером у декількох фільмах зі своєю участю. У роки звукового кіно постійно грав характерні ролі у вестернах категорії В. Закінчив кар'єру відомим актором телевізійних серіалів. У загальній складності (включаючи короткометражки і телесеріали) знявся в 346 фільмах, багато з яких втрачені.

## Біографія

### Ранні роки

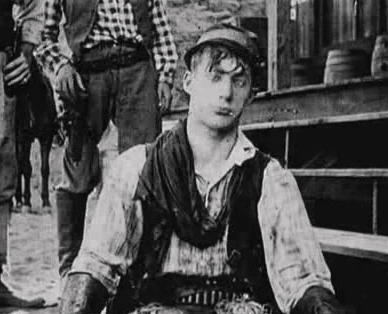
Ел Сент Джон у фільмі "Дикий Захід

Як і багато його побратимів по ремеслу (наприклад, Чарлі Чапліна і Бастера Кітона), Сент-Джон почав з театру, де разом зі своїми батьками робив акробатичні номери на велосипеді.

### Німе кіно
У 1912 році Сент-Джон скористався родинними зв'язками — він був племінником початківця в той час кіноактора Роско Арбакла (різниця у віці між племінником і дядьком становила лише 6 років) і прилаштувався на роботу в кіностудії Мака Сеннета. У тому ж році Сент-Джон дебютував на екрані крихітним епізодом у фільмі «Завдяки успіху» / Through Dumb Luck (реж. Делл Хендерсон).
З 1913 року він регулярно з'являється на екрані як виконавець другорядних ролей у короткометражних комедіях за участю свого дядька Арбакла і його частої партнерки Мейбл Норман. Оскільки, його дядько мав прізвисько «Фатті», тобто «Товстун», то комедії ці найчастіше так і називалися: «Фатті і спадкоємиця», «Дебют Фатті», «Просте життя Фатті і Мейбл», «Сімейне життя Мейбл і Фатті», «Вірний пес Фатті», «Нова роль Фатті» та ін.
У 1914 році взяв участь у дев'яти короткометражках за участю Чарлі Чапліна — «Незвичайно скрутне положення Мейбл», «Танго-путаниця», «Нокаут», «Діловий день Мейбл», «Марнотратники», «Новий сторож», «Його доісторичне минуле». У тому ж 1914-му виконав роль кінстонського поліцейського в першій повнометражній комедії Чапліна — «Перерваний роман Тіллі» (режисером якої був Мак Сеннет).

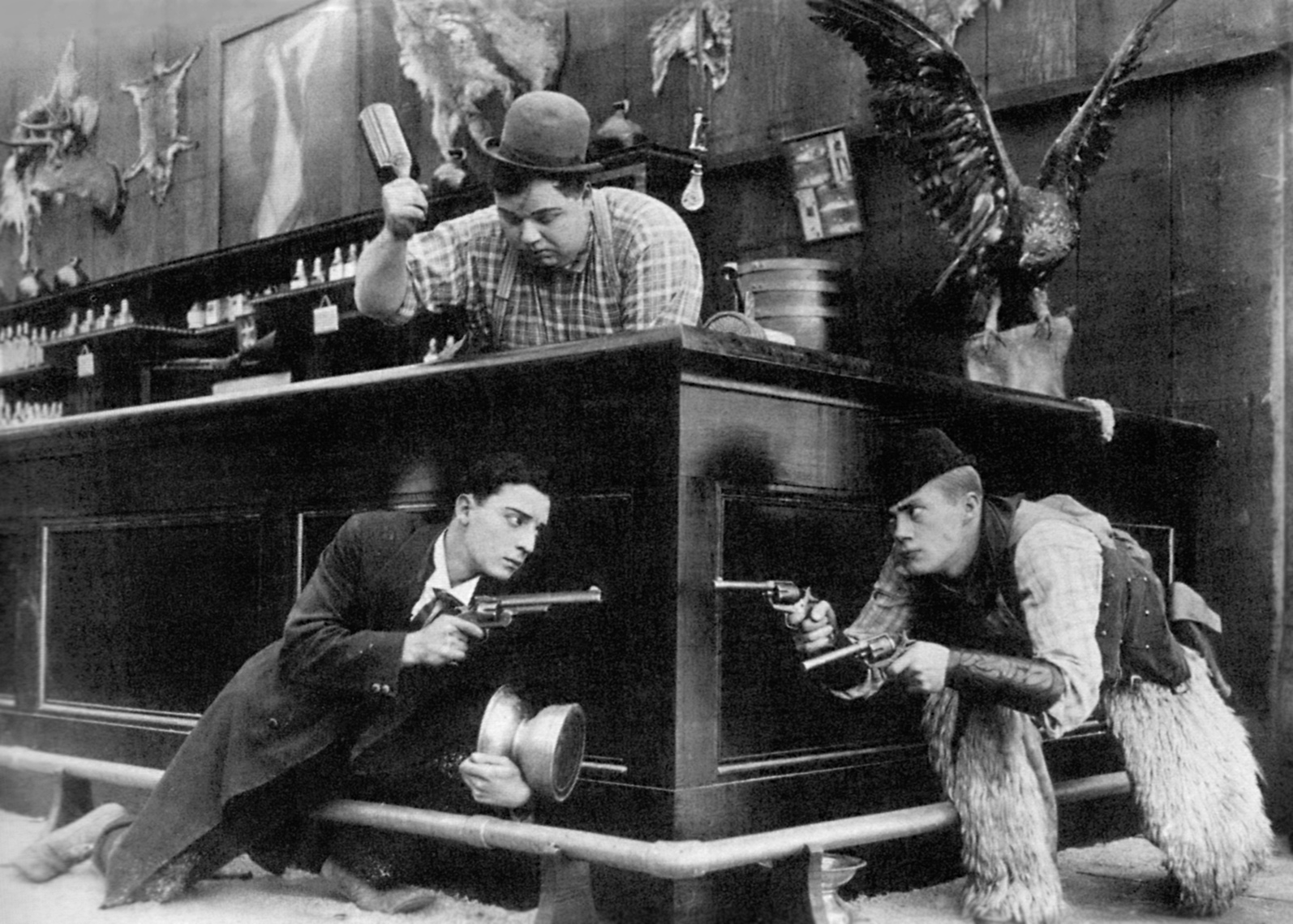
З Роско Арбаклом і Бастером Кітоном у фільмі «Дикий Захід» (1918)

Коли в 1917 році Роско Арбакл пішов від Сеннета і заснував свою компанію Comique Film Corporation, він забрав з собою і племінника. Арбакл запрошує в свою студію і нікому ще не відомого Бастера Кітона. Разом, трійця Арбакл, Кітон і Сент-Джон з'являється на екрані в ряді короткометражних комедій, поставлених Арбаклом в 1917—1919 рр.: «Помічник м'ясника», «Грубий будинок», «Ох, лікарю!», «Коні-Айленд», «Дикий Захід», «Коридорний», «Кухар», «За кулісами» та інші.
Коли Кітон почав домінувати в цій трійці, затьмаривши на екрані не тільки Сент-Джона, а й самого Арбакла, Бастер залишив студію і в 1920 році підписав контракт з Джозефом Шенком на самостійні постановки. Незважаючи на це, вони розійшлися друзями, і Ел Сент-Джон продовжував зніматися як у фільмах Арбакла, так і в комедіях Кітона (у останнього в «Йолоп», «Таємний знак», «Генерал» і «Любовне гніздечко на колесах»).
У 1919 році Сент-Джон зустрічається на знімальному майданчику з третім з великих коміків німого кіно (після Чапліна і Кітона), Гарольдом Ллойдом в короткометражній комедії «У старому виході на сцену» (At the Old Stage Door, режисера Хела Роуча).
Починаючи з 1919 року Ел Сент-Джон пробує також свої сили у написанні сценаріїв та самостійній їх постановці, зрежисована (іноді за допомогою Бенджаміна Столоффа або Роско Арбакла) 28 короткометражних комедій, в яких сам і виконував головні ролі: «Швидкість», «Вона мене любить, вона мене не любить», «Наполегливо рекомендую» та ін.
Арбакл, після відомого скандалу 1921 року, коли його звинуватили у вбивстві (так і не доведеному, актор був виправданий після трьох судових розглядів), був змушений знімати фільми під псевдонімом Вільям Гудріч. У короткометражці 1925 «Сталевий мул» Арбакл зняв своїх друзів Сент-Джона і Бастера Кітона. Ел Сент-Джон ще зніметься в кількох короткометражних фільмах Арбакл: «Прокляття!», «Шлюбні зв'язки», «Дружини грають у брідж» та ін.

### Звукове кіно
У звуковому кіно Ел Сент-Джон перейшов на характерні ролі у вестернах категорії «В». Приблизно в 1937 році за ним закріпилося прізвисько 'Фаззі', так і звали героя більшості його робіт у вестернах. Вестерни категорії «B» в 1930—1940-ві рр. минулого століття були невеликими за тривалістю (близько години кожен фільм), щоб було зручно показувати їх на спарених сеансах, перед початком основного фільму (такі сеанси в США практикувалися в ті часи) і знімалися як серіали, маючи продовження.
Вперше 'Фаззі', як герой, з'явився в серії вестернів студії Spectrum Pictures за участю співаючого актора — ковбоя Фреда Скотта (1937—1938, 7 фільмів, починаючи з фільму «Мандрівний ковбой»).
Потім були три серіали, знятих на студії PRC, першим і найбільш популярним з яких був кіносеріал про Біллі Кіда, де головну роль виконував спочатку Боб Стіл, а потім його наступником став більш популярний актор і плавець Бастер Кребб (з 1940 по 1946 рік було знято 42 фільми, з них 36 дуетом Бастера Кребба і Ел Сент-Джона: «Малюк Біллі в розшуку» (1941); «Облава малюка Біллі» (1941); «Таємничий вершник» (1942) та ін.).
Одночасно випускалася серія фільмів з героєм — Одиноким вершником, якого в перших стрічках серіалу грав Джордж Х'юстон, згодом його змінив Роберт Лівінгстон (1941—1943, 17 фільмів, починаючи з «Самотній вершник їде на...»).

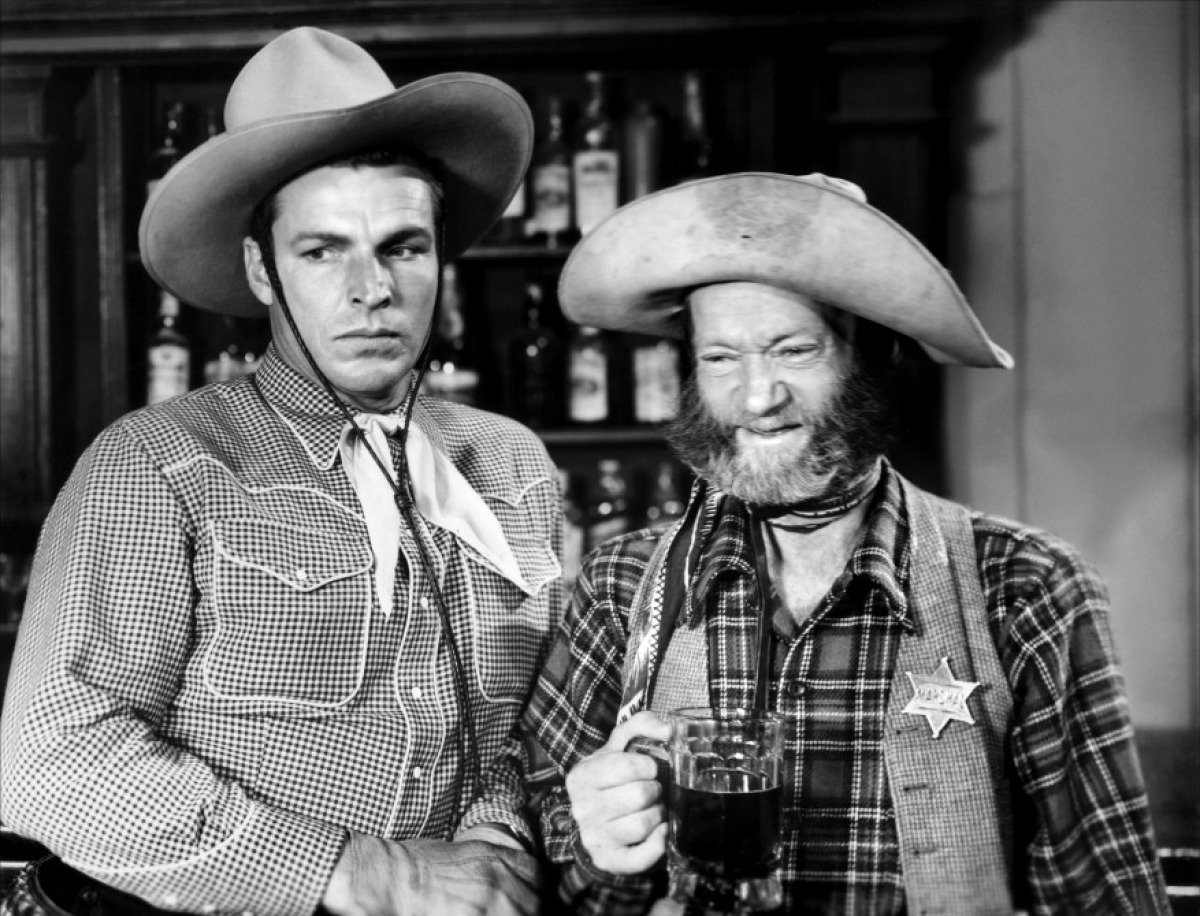
З Бастером Креббом у фільмі «Тінь смерті» (1945)

Після того, як Бастер Кребб відмовився від продовження серіалу про Біллі Кіда, як заміну, з 1947 року керівництво студії приймає рішення знімати нову серію фільмів з героєм «Чаєном» Девісом у виконанні Леша Лару, і незмінного Фаззі, як його нерозлучного приятеля (з 1947 по 1952 рік було знято 20 фільмів, починаючи з «Закон Леша»).
Герой Сент-Джона на ім'я Фаззі — впертий старий ковбой, такий собі сільський дурник, став настільки популярним, що його ім'я в цілях маркетингу з 1941 року стали вставляти в титрах і на кіноафіші, не інакше, як Ел «Фаззі» Сент-Джон. До 1952 року Сент- Джон перевтілювався в Фаззі понад 80 разів.
З початку 50-х років, коли телебачення міцно увійшло в будинки американців, прийшла велика епоха дешевих телесеріалів, що демонструвалися на спарених сеансах. Серіали стали знімати для ТБ, куди і перейшов після 1952 року Ел Сент-Джон.
В очікуванні зйомок у телепрограмі Wild West show, перебуваючи у штаті Джорджія, Сент-Джон переніс серцевий напад і помер в 1963 році на сімдесятому році життя.

### Визнання
8 лютого 1960 року за заслуги в кінематографії Сент-Джон удостоївся зірки на алеї слави в Голлівуду — її номер 6313.